# 愛媛県道・高知県道2号城川檮原線
- {{{表記1}}}

愛媛県道・高知県道2号城川檮原線（えひめけんどう・こうちけんどう2ごう しろかわゆすはらせん）は、愛媛県西予市から高知県高岡郡檮原町に至る主要地方道に指定された県道である。

## 概要
道の駅きなはい屋しろかわの南約150 mの国道197号交点から北東へ向かって路線が始まり、甲が森をトンネルで抜けて、西予市城川町の市街地に至る。市街地からは三滝川に沿って北または北東方向へ進み、山間部へ入り山道となって蛇行を繰り返し、大茅峠で高知県に入る。高知県では概ね東方向へ進み、県道304号交点（四万川郵便局付近）で南方向へ進路を変え、国道197号交点（終点）に至る。
城川町の市街地では、新道が現道と並行して500 mだけ供用済みである。

### 路線データ
- 起点 : 愛媛県西予市城川町下相（国道197号交点）
- 終点 : 高知県高岡郡檮原町下西の川（国道197号交点）
- 路線延長 : 愛媛県側 17.0 km（うち、現道16.5 km）[1]
- 通行不能区間 : なし

## 歴史
- 1976年（昭和51年）10月1日 - 愛媛県が城川檮原線（愛媛県東宇和郡城川町 - 高知県高岡郡檮原町）として県道路線認定[2]。

## 路線状況
路線の一部が坂本龍馬脱藩の道に指定されている。

### 道路施設
- 道の駅きなはい屋しろかわ（起点から国道197号経由）

## 地理

### 通過する自治体
- 愛媛県
  - 西予市
- 高知県
  - 高岡郡檮原町

### 交差する道路
| 施設名 | 接続路線名                | 備考          | 所在地                                                       |
| ------ | ------------------------- | ------------- | ------------------------------------------------------------ |
|        | 国道197号                 | 起点          | 愛媛県西予市城川町下相                                       |
|        | 愛媛県道312号土居魚成線   | 県道312号起点 | 愛媛県西予市城川町土居北緯33度23分29.7秒 東経132度46分3.65秒 |
|        | 愛媛県道267号大茅辰ノ口線 | 県道267号起点 | 愛媛県西予市城川町窪野北緯33度25分34.7秒 東経132度48分23.9秒 |
| 大茅峠 |                           |               | 愛媛県・高知県境北緯33度25分35.3秒 東経132度49分29.3秒       |
|        | 高知県道379号韮ヶ峠文丸線 | 県道379号終点 | 高知県高岡郡檮原町文丸北緯33度26分13.5秒 東経132度51分21.2秒 |
|        | 高知県道304号上郷檮原線   | 県道304号起点 | 高知県高岡郡檮原町六丁北緯33度25分41.4秒 東経132度52分32.7秒 |
|        | 国道197号                 | 終点          | 高知県高岡郡檮原町下西の川                                   |

### 沿線
- 西予市城川総合支所
- 甲之森城址
- 城川総合運動公園
- 三滝城址